# Staatliche Universität Woronesch

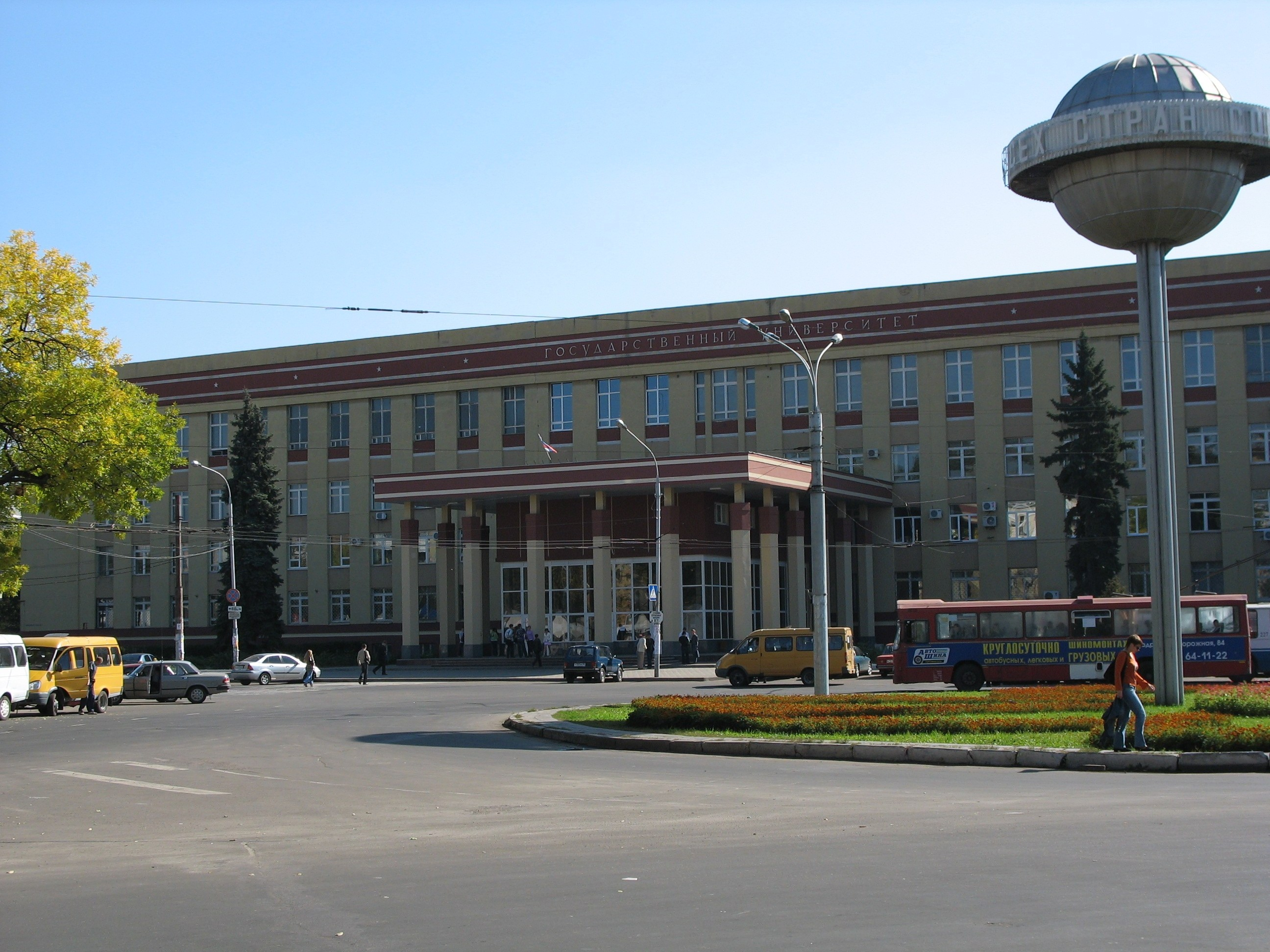
Hauptgebäude der Staatlichen Universität Woronesch (2006)

Die Staatliche Universität Woronesch ist eine staatliche Universität in der zentralrussischen Stadt Woronesch und eine der wichtigsten der Region.
Am 18. Mai 1918 wurde die Universität gegründet, um wissenschaftliches Personal der Kaiserlichen Universität Dorpat zu evakuieren, da Dorpat (Tartu) 1918 von deutschen Truppen besetzt war. Heute studieren an der Universität ca. 22.000 Studenten aus aller Welt.

## Fakultäten
Es gibt 18 Fakultäten und etwa 250 Studiengänge:
- Fakultät für angewandte Mathematik, Informatik und Mechanik
- Fakultät für Biologie
- Fakultät für Chemie
- Fakultät für Informatik
- Fakultät für Geographie und Ökologie
- Fakultät für Geologie
- Fakultät für Geschichte
- Fakultät für „international Education“
- Fakultät für internationale Beziehungen
- Fakultät für Journalismus
- Wirtschaftswissenschaftliche Fakultät
- Juristische Fakultät
- Fakultät für Mathematik
- Fakultät für Pharmazie
- Fakultät für Philologie
- Fakultät für Philosophie und Psychologie
- Fakultät für Physik
- Fakultät für romanische und germanische Philologie

## Bekannte Absolventen
- Pawel Alexejewitsch Tscherenkow (1904–1990), Physiker und Nobelpreisträger
- Lew Pawlowitsch Rapoport (1920–2000), Physiker und Pionier in der theoretischen Physik in der Kern- und Atomphysik
- Nikolai Wladimirowitsch Jefimow (1910–1982), Mathematiker und Mitglied der Russischen Akademie der Wissenschaften